# Berliner Fußballmeisterschaft des VBB 1906/07
Die Berliner Fußballmeisterschaft des VBB 1906/07 war die zehnte unter dem Verband Berliner Ballspielvereine ausgetragene Berliner Fußballmeisterschaft. Die diesjährige Meisterschaft wurde erneut in einer Gruppe mit acht Teilnehmern ausgespielt. Der BTuFC Viktoria 89 setzte sich mit zwei Punkten Vorsprung vor dem BFC Preußen durch und wurde zum zweiten Mal Berliner Fußballmeister des VBB. Da der DFB in diesem Jahr nur eine Mannschaft aus Berlin an der deutschen Fußballmeisterschaft teilnehmen ließ, war ein Entscheidungsspiel zwischen dem Sieger des VBB und dem Sieger des Märkischen Fußball-Bundes nötig. Dieses Entscheidungsspiel gewann Viktoria Berlin gegen den BFC Alemannia 90 mit 5:0 und durfte somit an der deutschen Fußballmeisterschaft 1906/07 teilnehmen. Bei dieser erreichten die Berliner nach einem 2:1-Erfolg im Viertelfinale gegen den SC Schlesien Breslau und einem 4:1-Erfolg im Halbfinale über den FC Victoria Hamburg das Finale, welches mit 1:3 gegen den Freiburger FC verloren ging.
In dieser Saison gab es nur einen Absteiger. Der BTuFC Helgoland 1897 stieg nach dem Aufstieg im letzten Jahr direkt wieder ab. Aus der 2. Klasse stieg der BFC Stern 89 Berlin auf.

## Abschlusstabelle
| Pl. | Verein                   | Sp. | S  | U | N  | Tore    | Quote | Punkte |
| --- | ------------------------ | --- | -- | - | -- | ------- | ----- | ------ |
| 1.  | BTuFC Viktoria 89        | 14  | 12 | 1 | 1  | 084:220 | 3,82  | 25:30  |
| 2.  | BFC Preussen             | 14  | 10 | 3 | 1  | 053:250 | 2,12  | 23:50  |
| 3.  | BTuFC Union 1892         | 14  | 7  | 3 | 4  | 039:250 | 1,56  | 17:11  |
| 4.  | Berliner BC 03 (N)       | 14  | 6  | 1 | 7  | 044:540 | 0,81  | 13:15  |
| 5.  | BFC Hertha 1892 (M)      | 14  | 5  | 2 | 7  | 054:550 | 0,98  | 12:16  |
| 6.  | BFC Germania 1888        | 14  | 4  | 2 | 8  | 030:480 | 0,63  | 10:18  |
| 7.  | BTuFC Britannia 1892     | 14  | 3  | 3 | 8  | 030:490 | 0,61  | 09:19  |
| 8.  | BTuFC Helgoland 1897 (N) | 14  | 1  | 1 | 12 | 021:770 | 0,27  | 03:25  |

| (M) | Titelverteidiger |
| (N) | Aufsteiger       |